# Condorcet (cràter)

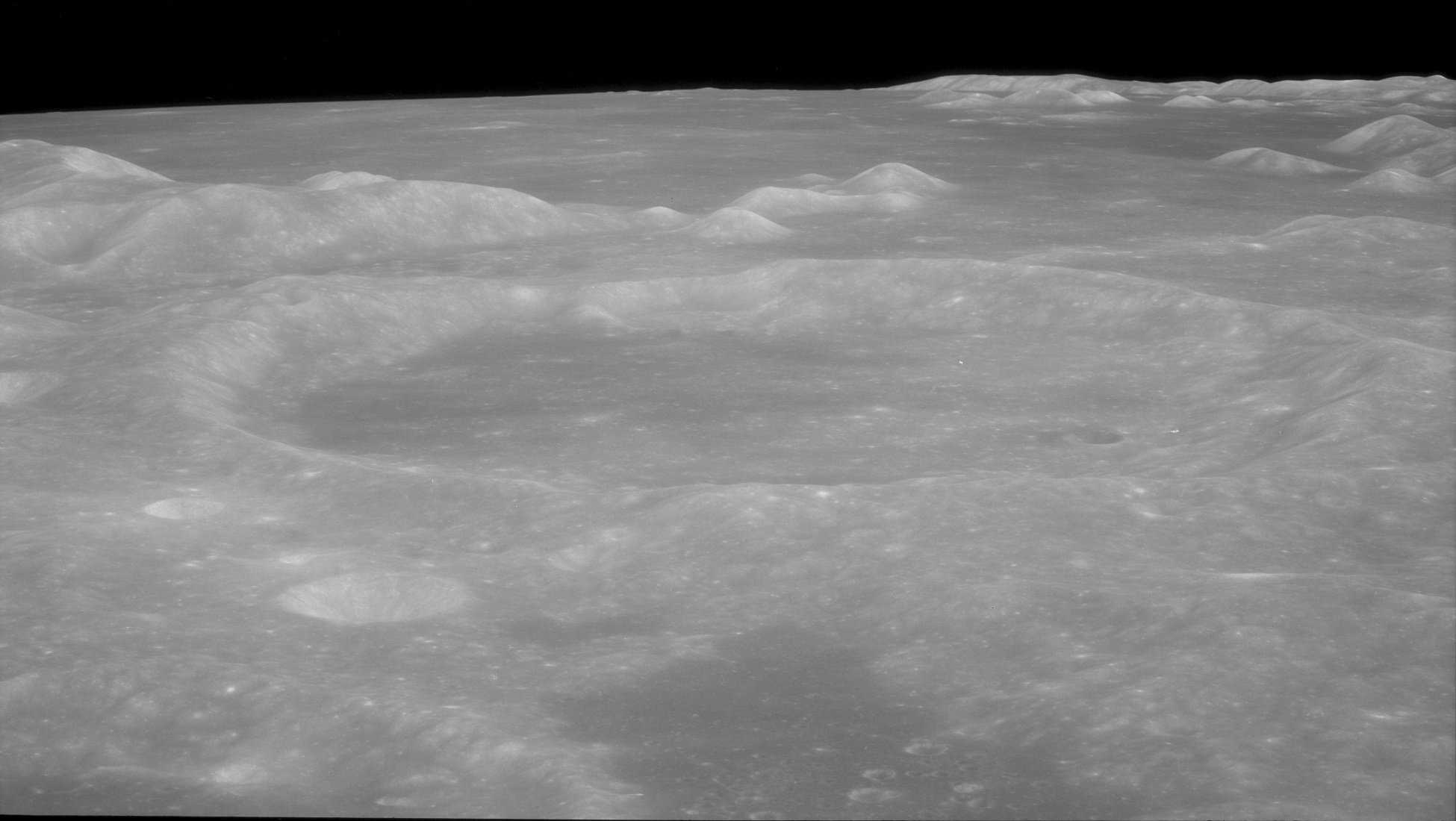
Fotografia de la missió Apol·lo 11

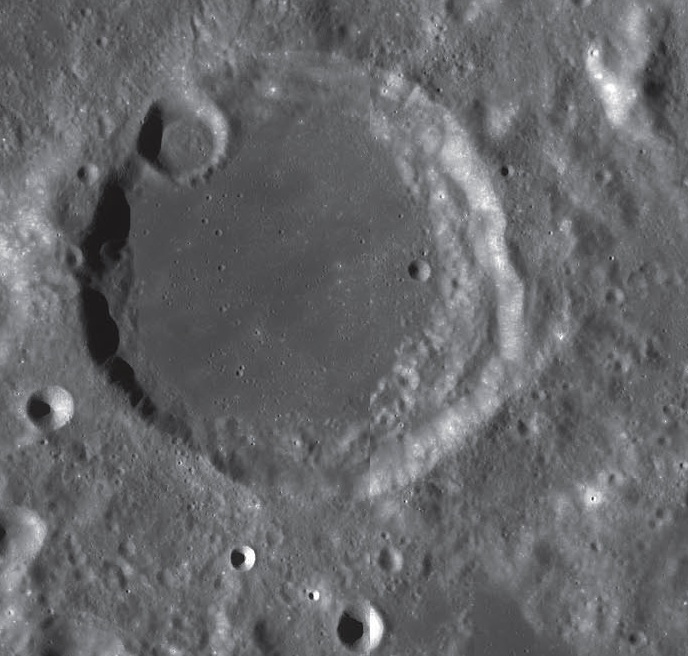
Combinació d'imatges LAC-62 i LAC-63

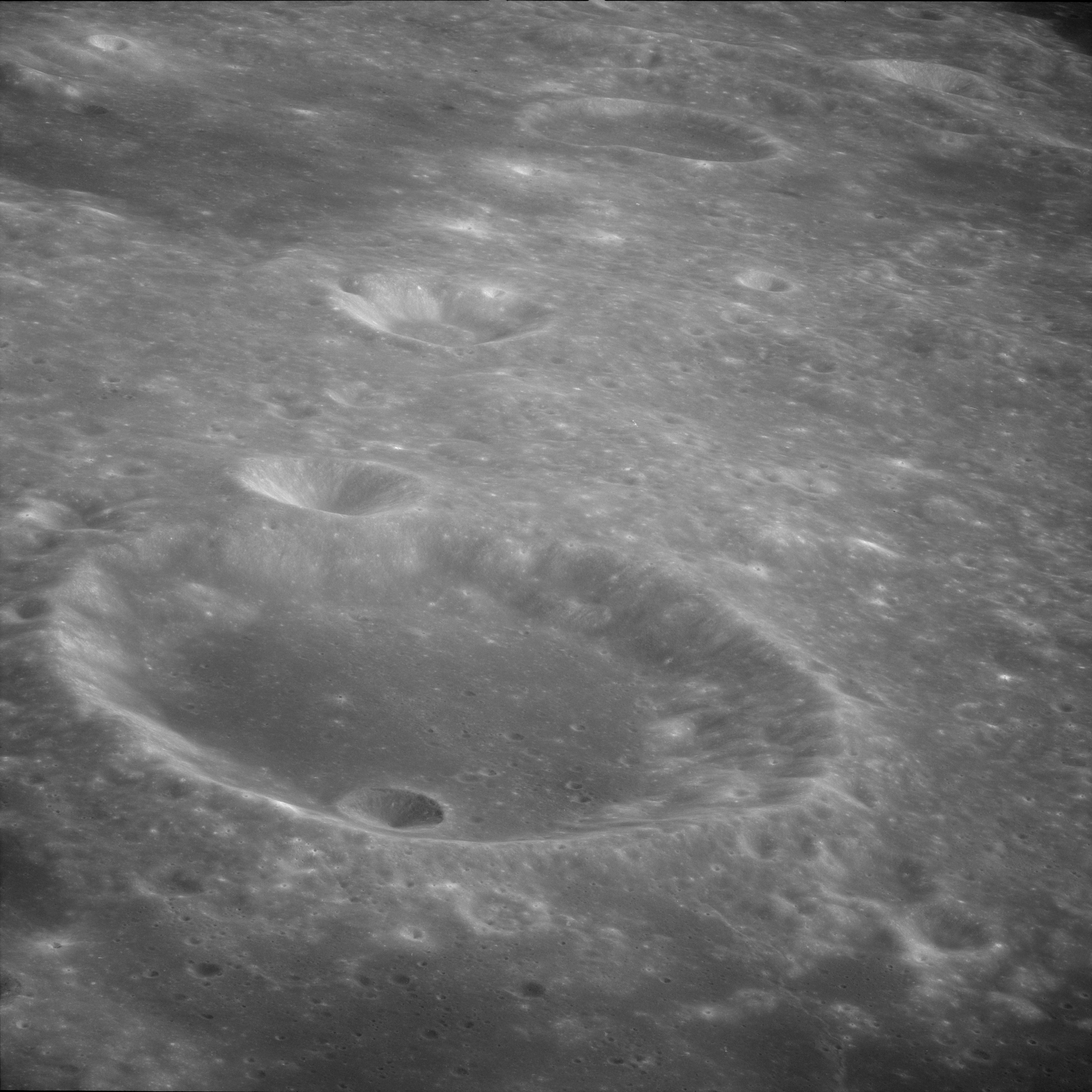
Fotografia de la missió Apol·lo 11

Condorcet és un cràter d'impacte que es troba en la part oriental de la cara visible de la Lluna, al sud-est de la Mare Crisium. Al nord-est de Condorcet es localitzen els cràters Hansen i Alhazen.

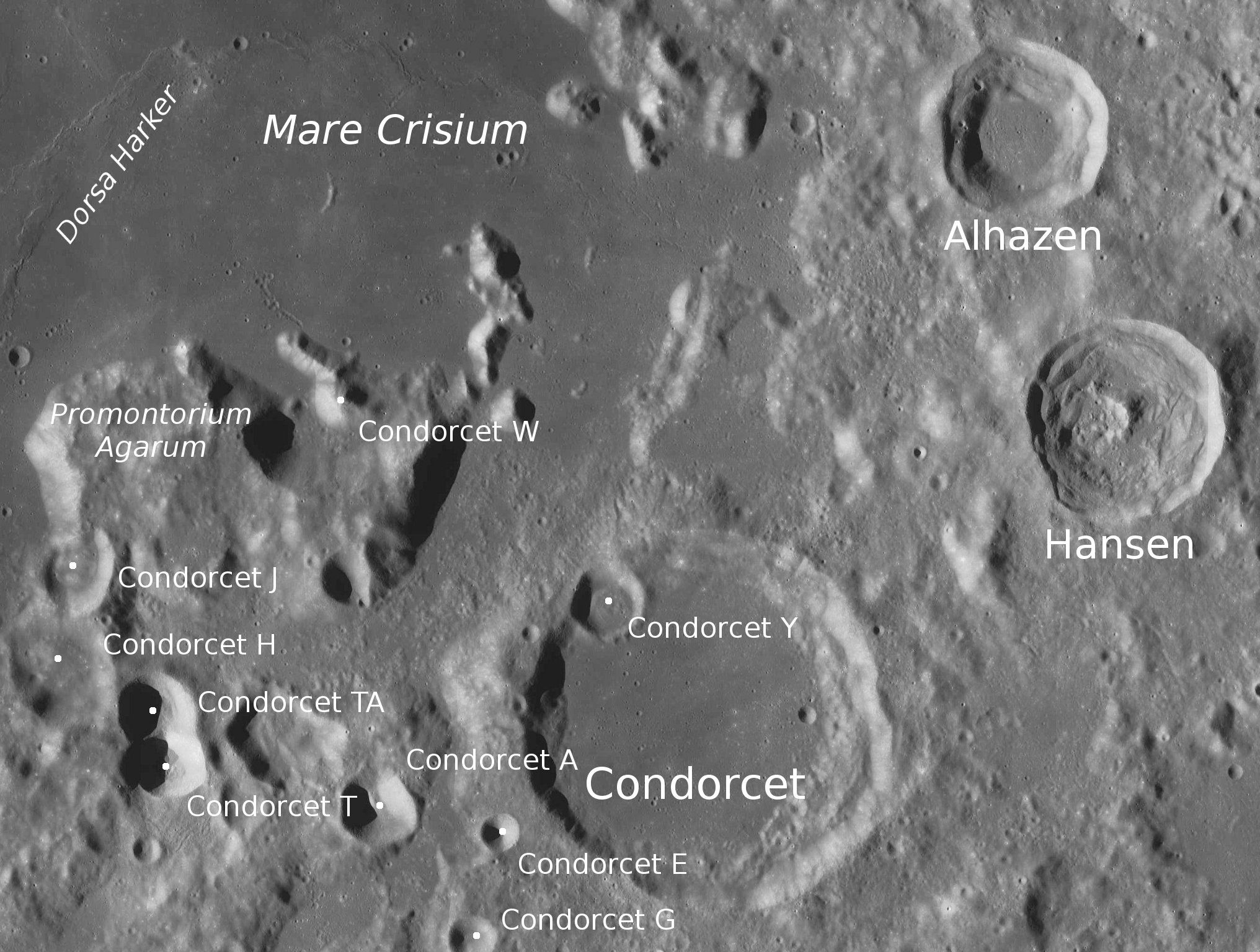
Fotografia de la missió Lunar Reconnaissance Orbiter

La vora exterior de Condorcet apareix erosionada, amb un punt baix d'enselladura en la paret nord i amb el cràter satèl·lit Condorcet Y travessant el brocal del cràter principal pel nord-oest. El sòl interior ha estat reconfigurat per la lava, quedant al mateix nivell i gairebé sense trets destacables en la seva superfície, que està marcada solament per alguns petits cràters. El fons del cràter conté una gran taca fosca en la seva meitat occidental, però la resta té aproximadament el mateix albedo que el terreny circumdant.

## Cràters satèl·lit
Per convenció aquests elements són identificats en els mapes lunars posant la lletra en el costat del punt mitjà del cràter que està més prop de Condorcet.
|           | \| Condorcet \| Coordenades \| Diàmetre \| \| --------- \| ------------------------------------ \| -------- \| \| A \| 11° 30′ N, 67° 18′ E / 11.5°N,67.3°E \| 14 km \| \| D \| 9° 48′ N, 68° 30′ E / 9.8°N,68.5°E \| 22 km \| \| E \| 11° 18′ N, 68° 06′ E / 11.3°N,68.1°E \| 6 km \| \| F \| 8° 12′ N, 73° 06′ E / 8.2°N,73.1°E \| 37 km \| \| G \| 10° 42′ N, 68° 00′ E / 10.7°N,68.0°E \| 7 km \| \| H \| 12° 24′ N, 65° 00′ E / 12.4°N,65.0°E \| 23 km \| \| J \| 13° 06′ N, 65° 00′ E / 13.1°N,65.0°E \| 16 km \| \| L \| 10° 06′ N, 73° 42′ E / 10.1°N,73.7°E \| 12 km \| \| M \| 9° 00′ N, 73° 06′ E / 9.0°N,73.1°E \| 9 km \| \| N \| 9° 00′ N, 72° 54′ E / 9.0°N,72.9°E \| 4 km \| \| P \| 8° 42′ N, 70° 24′ E / 8.7°N,70.4°E \| 46 km \| \| Q \| 11° 24′ N, 73° 18′ E / 11.4°N,73.3°E \| 31 km \| \| R \| 11° 42′ N, 74° 48′ E / 11.7°N,74.8°E \| 15 km \| \| S \| 10° 36′ N, 75° 36′ E / 10.6°N,75.6°E \| 9 km \| \| T \| 11° 48′ N, 65° 48′ E / 11.8°N,65.8°E \| 15 km \| \| TA \| 12° 12′ N, 65° 42′ E / 12.2°N,65.7°E \| 14 km \| \| U \| 10° 00′ N, 75° 24′ E / 10.0°N,75.4°E \| 9 km \| \| W \| 13° 54′ N, 66° 54′ E / 13.9°N,66.9°E \| 33 km \| \| X \| 10° 06′ N, 69° 54′ E / 10.1°N,69.9°E \| 8 km \| \| Y \| 12° 48′ N, 68° 54′ E / 12.8°N,68.9°E \| 13 km \| |          |
| Condorcet | Coordenades | Diàmetre |
| A         | 11° 30′ N, 67° 18′ E / 11.5°N,67.3°E | 14 km    |
| D         | 9° 48′ N, 68° 30′ E / 9.8°N,68.5°E | 22 km    |
| E         | 11° 18′ N, 68° 06′ E / 11.3°N,68.1°E | 6 km     |
| F         | 8° 12′ N, 73° 06′ E / 8.2°N,73.1°E | 37 km    |
| G         | 10° 42′ N, 68° 00′ E / 10.7°N,68.0°E | 7 km     |
| H         | 12° 24′ N, 65° 00′ E / 12.4°N,65.0°E | 23 km    |
| J         | 13° 06′ N, 65° 00′ E / 13.1°N,65.0°E | 16 km    |
| L         | 10° 06′ N, 73° 42′ E / 10.1°N,73.7°E | 12 km    |
| M         | 9° 00′ N, 73° 06′ E / 9.0°N,73.1°E | 9 km     |
| N         | 9° 00′ N, 72° 54′ E / 9.0°N,72.9°E | 4 km     |
| P         | 8° 42′ N, 70° 24′ E / 8.7°N,70.4°E | 46 km    |
| Q         | 11° 24′ N, 73° 18′ E / 11.4°N,73.3°E | 31 km    |
| R         | 11° 42′ N, 74° 48′ E / 11.7°N,74.8°E | 15 km    |
| S         | 10° 36′ N, 75° 36′ E / 10.6°N,75.6°E | 9 km     |
| T         | 11° 48′ N, 65° 48′ E / 11.8°N,65.8°E | 15 km    |
| TA        | 12° 12′ N, 65° 42′ E / 12.2°N,65.7°E | 14 km    |
| U         | 10° 00′ N, 75° 24′ E / 10.0°N,75.4°E | 9 km     |
| W         | 13° 54′ N, 66° 54′ E / 13.9°N,66.9°E | 33 km    |
| X         | 10° 06′ N, 69° 54′ E / 10.1°N,69.9°E | 8 km     |
| Y         | 12° 48′ N, 68° 54′ E / 12.8°N,68.9°E | 13 km    |

Els següents cràters han estat canviats el nom per la UAI:
- Condorcet K vegeu cràter Wildt.